# Balm (Benz)
Balm ist ein Ortsteil der Gemeinde Benz auf der Ostseeinsel Usedom.

## Geographie und Verkehr
Balm erstreckt sich entlang des Südufers des Balmer Sees, einer Bucht im östlichen Teil des Achterwassers. Im Osten liegt der Benzer Ortsteil Neppermin, im Süden die Gemeinde Mellenthin. Zwischen Balm und Mellenthin befindet sich das Naturschutzgebiet Mellenthiner Os. Der Balmer Küste vorgelagert ist die Insel Balmer Werder, die zusammen mit der südöstlich gelegenen Insel Böhmke zum Naturschutzgebiet Inseln Böhmke und Werder gehört. Das Mellenthiner Os erstreckt sich im Nordosten bis zur Halbinsel Cosim, wo es in einem aktiven Kliff am Achterwasser endet.
Der Ort liegt an der Kreisstraße 35, welche in Neppermin die Bundesstraße 111 kreuzt und nach Benz weiterführt. Eine direkte Anbindung an das Schienennetz existiert nicht. Der nächstgelegene Haltepunkt der Usedomer Bäderbahn ist Schmollensee (Bahnstrecke Züssow–Wolgaster Fähre–Swinemünde).

## Geschichte
In der Umgebung von Balm wurden zahlreiche Spuren einer germanischen Siedlung aus der Römischen Kaiserzeit gefunden. Die Blütezeit dieser Siedlung war im 1. und 2. Jahrhundert n. Chr., bevor sie wahrscheinlich im 3. Jahrhundert n. Chr. aufgegeben wurden. Bei Ausgrabungen wurden Hinweise auf Kalkbrennerei und Eisenverhüttung vorgefunden. Die Totenbestattung erfolgte in Baumsärgen in Einzelgräbern.
Balm wurde 1236 erstmals als „Bialdab“ und „Baldem“ urkundlich erwähnt. Der slawische Name wird als „Schöneiche“ mit späteren Namen auch als „Weiße Eiche“ gedeutet. 1270 erhielt das Kloster Grobe im Tausch mit dem Camminer Domkapitel für das Dorf Damerow bei Naugard den Zehnt aus Balm und fünf weiteren Dörfern.
Der Maler Lyonel Feininger, der während seiner Usedom-Aufenthalte häufig die Gegend um Benz und Neppermin erkundete, hielt im Jahr 1910 den Dorfplatz von Balm auf einer Farblithographie fest.
Westlich des Ortes am westlichen der Mellenthiner Os befand sich um 1920 das Vorwerk Karlsruh, das zum Gut Mellenthin gehörte. An der Ostseite des Os nördlich von Balm befand sich in gleicher Zeit direkt am Ufer des Balmer Sees eine Ziegelei, die mit dem Ton aus einer örtlichen Grube betrieben wurde.
Auf dem Gebiet des heutigen Golfplatzes befand sich zu DDR-Zeiten eine relativ attraktive Ferienanlage. Die Dorfschule von Balm wurde Ende der 1970er Jahre geschlossen.
Am 1. Juli 1950 wurde Balm in die Gemeinde Neppermin eingegliedert. Am 22. Mai 2004 erfolgte die Eingliederung Neppermins in die Gemeinde Benz.

## Tourismus und Sehenswürdigkeiten
Durch seine Lage im Usedomer Achterland ging und geht der Badetourismus, der die Küstenorte prägt, an Balm vorbei. Der Ort ist jedoch durch seine landschaftlich reizvolle Lage ein Ausflugsziel für den Individualtourismus. Im Osten des Ortes befindet sich ein im Jahr 1998 eröffneter 120 ha großer Golfplatz mit angeschlossenem Golfhotel.